# Fourneau du Diable

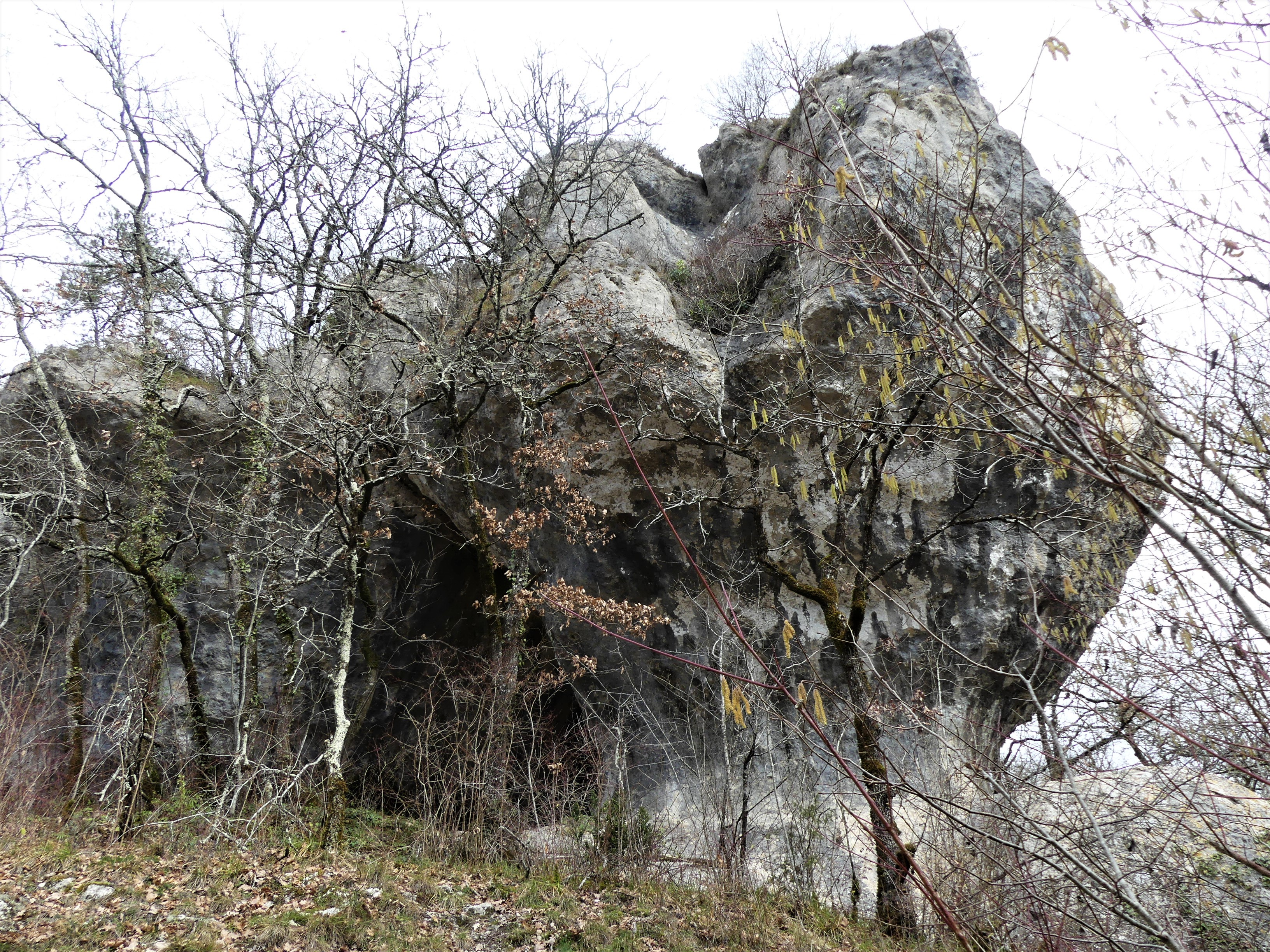
Der Felsüberhang des Fourneau du Diable von Südwesten

Der Fourneau du Diable ist ein natürlicher Felsüberhang (mit Abri) im französischen Département Dordogne. Er liegt nahe den Resten eines Lagerplatzes des Solutréens in der Gemeinde Bourdeilles. Datiert wurde die Schicht auf das 16. Jahrtausend v. Chr. Ein Relief mit der Darstellung von Auerochsen vom Fourneau du Diable befindet sich im Musée National de Préhistoire in Les Eyzies-de-Tayac-Sireuil. Die jungpaläolithische Fundstätte ist seit dem 25. November 1980 unter der Nummer PA00082392 als Monument historique eingetragen.

Solutréen-Plätze

## Etymologie
Das Französische maskuline Substantiv fourneau bedeutet Ofen oder Herd. Es ist vom Lateinischen furnus abgeleitet. Das ebenfalls maskuline Substantiv diable ist der Teufel. Mit fourneau du diable ist somit ein (Schmelz)ofen des Teufels gemeint. Eine andere Bezeichnung ist Forge du Diable, wobei das feminine Substantiv forge Schmiede bedeutet – daher Teufelsschmiede. Hierbei sei angemerkt, dass die eigentliche Forge du Diable eine Kletterwand ist, die unweit nördlich von Bourdeilles rechtsseitig die Dronne begleitet.
Derartige Bezeichnungen prähistorischer Fundstätten, die sich auf den Supranaturalismus beziehen, sind nicht gerade selten. So findet sich beispielsweise in Les Eyzies-de-Tayac-Sireuil (Département Dordogne) die Stätte Gorge d’Enfer (Höllenschlucht), in Le Bugue in der Höhle von Bara-Bahau ein Temple aux envoûtements (Verhexungstempel) und in Montesquieu-Avantès (Ariège) in der Drei-Brüder-Höhle ein Sanctuaire du Sorcier (Sanktuarium des Zauberers).

## Geographie

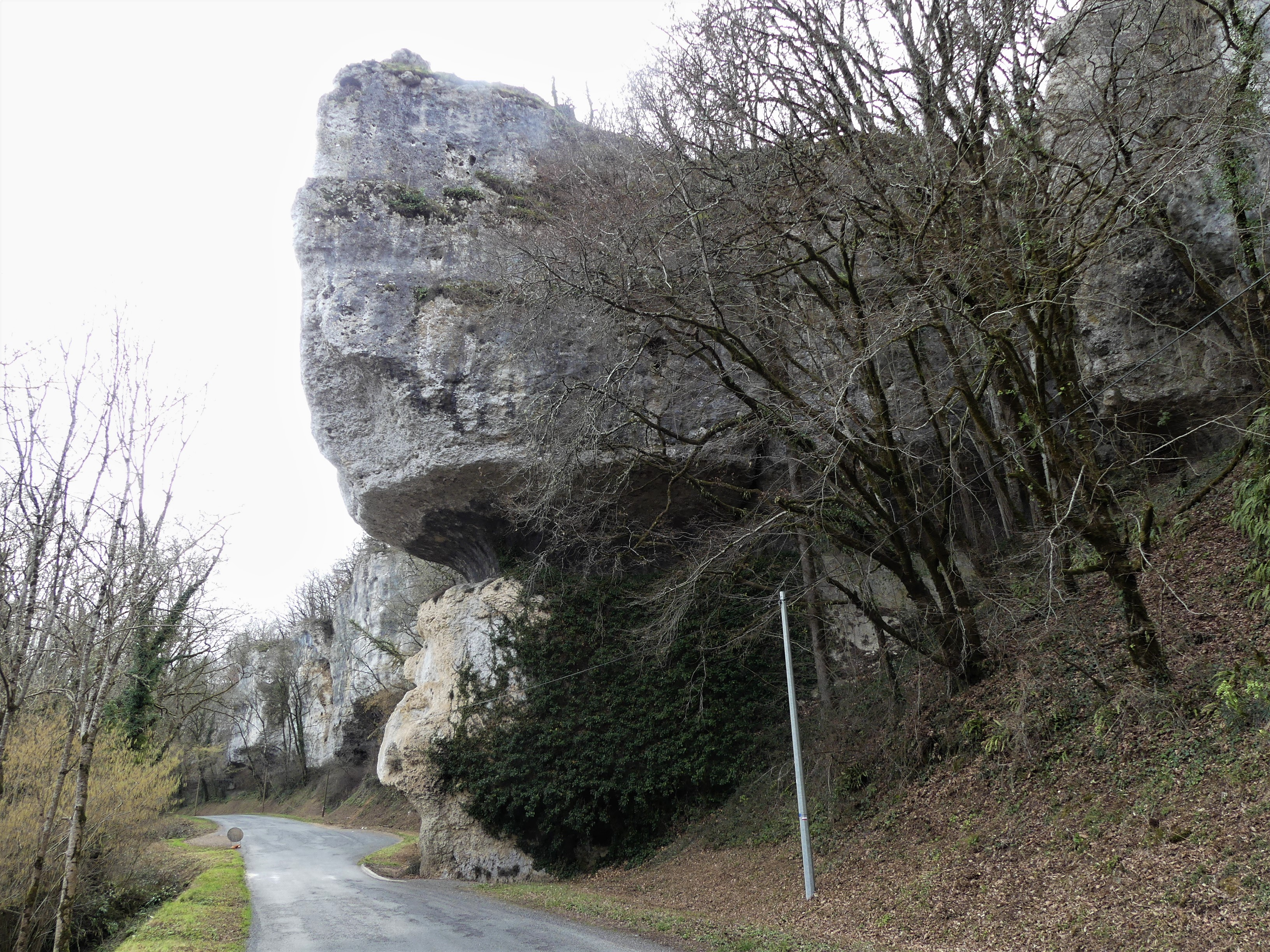
Der Grand Rocher von Nordnordosten

Der gut 20 Meter hohe Felsüberhang liegt auf der rechten Talseite der Dronne oberhalb der D 106e2 zwischen Brantôme und Bourdeilles – zirka 2 Kilometer nordnordöstlich vom Ortskern von Bourdeilles entfernt. Er überragt zwei etwa 80 bis 85 Quadratmeter große Terrassenniveaus unweit der Fundstätte Les Moneries sowie mehrere Abris und Höhlen. Die Terrassenniveaus bilden oberhalb der Dronne einen böschungsartigen Abhang, der teils von aus der Felswand herausgebrochenen Felsbrocken übersät wird. Die Oberkante der Felsrippe nimmt zwischen 130 und 140 Meter ein und überragt den Fluss um etwa 40 Meter. Unterhalb der Fundstätte verläuft entlang der Straße der von Brantôme kommende Fernwanderweg GR 36. Die Dronne macht hier eine Mäanderschleife und schwingt aus ihrer Nordwest- in die Südrichtung um.
Die eigentliche Fundstätte Fourneau du Diable liegt im Zwickel der D 106e2 und der von ihr nach Norden abzweigenden Route des Justes, die zum Weiler Les Moneries und weiter nach Gueyzat führt. Sie bedeckt die Katasterparzellen 810, 815, 816-2 und 817. Die Freiluftfundstätte Les Moneries befindet sich 450 Meter weiter nördlich gegenüber dem gleichnamigen Weiler (Katasterparzellen 727 und 729-3). Oft wird die Fundstätte Fourneau du Diable mit dem 300 Meter weiter südsüdwestlich gelegenen Grand Rocher verwechselt – einem bekannten Kletterfelsen mit enormen Überhang, der über die Straße Brantôme-Bourdeilles herausragt (Katasterparzelle 891).

## Geologie
Die anstehenden Felsen bestehen aus flachliegenden, maximal mit 5° nach Südwest einfallenden Oberkreidekalken des Coniaciums (Formation c4). Die zwischen 20 und 30 Meter mächtige Felsrippe gehört zum Mittleren Coniacium – einem grauen bis leicht gelblichen, harten, bioklastischen Fossilkalk. Der Kalk verwittert grau, ist knollig und führt Glaukonit. Feuersteinknollen (Silex) sind selten, Stachelhäuter und Bryozoen jedoch häufig. Etwas weiter ostwärts des Hangabbruchs erscheint nördlich der Dronne noch eine rißzeitliche Niederterrasse (Formation Fw2), die Hangrutschungsspuren (Solifluktion) aufweist und um 10 Meter über dem Flussniveau zu liegen kommt. Das Flussbett der Dronne verläuft in holozänem Alluvium (Formation Fz).
Die Felsrippe enthält drei Auskolkungsniveaus, ein Niveau an der Unterseite und zwei Niveaus an der Oberseite. Diese dokumentieren den ehemaligen Flussspiegel der Dronne während der letzten Kaltzeiten, der hier bis zu 35 Meter höher gelegen hatte und dann eben sukzessive bis auf das heutige Niveau absank. Der höchste Kolk kann mit den Terrassen der Mindel-Kaltzeit korreliert werden und ist somit 460.000 bis 400.000 Jahre alt. Dies entspricht einer lokalen Heraushebungsrate von 0,076 bis 0,088 Millimeter pro Jahr.
Das Coniacium ist stark verkarstet, erkennbar an kleinen Löchern und Höhlen im Gestein, aber auch an Spalten und Tunnels. Die Karstphänomene folgen Schwächezonen im Kalk, welche tektonisch bedingten Lineamenten folgen. Diese verlaufen nicht wahllos, sondern folgen ganz bestimmten Richtungen:
- N 020 und N 150
- N 110
- N 060

Die Richtungen N 020 und N 150 werden durch Trockentäler in der Umgebung nachgezeichnet. Die rechts verschiebende Richtung N 110 ist regional von großer Bedeutung, ihr folgen Verwerfungen, Aufwölbungen, Korridore und Couloire, kleine Gänge und aufgereihte Höhlungen, wodurch die Kalkplatte zerrüttet wird. So wird auch die eigentliche Fundstätte von drei größeren Korridoren durchzogen. In den Korridoren hat das Ausgangsgestein in situ eine sehr starke Karstifizierung erfahren, die auch als Fantomisierung bezeichnet wird – das solide Gestein wurde hier durch Alterite ersetzt. Dies führte teils zum Einsturz und zum Abgleiten stehengebliebener Felspartien. Durch Wasser wurde Kollivium eingewaschen. Der untere der drei Korridore ist bemerkenswert, da er das Anstehende tunnelartig durchschlägt. Der Hangfuß hat jetzt eine Neigung von 25 bis 30°. Die Richtung N 060 ähnelt in ihrer Morphologie der Richtung N 110, sie ist zu ihr konjugiert, aber lange nicht so deutlich ausgeprägt.
Die angegebenen Richtungen waren bereits im Variszikum angelegt, wurden aber durch die Pyrenäenorogenese ab dem Lutetium wiederbelebt.

## Archäologie

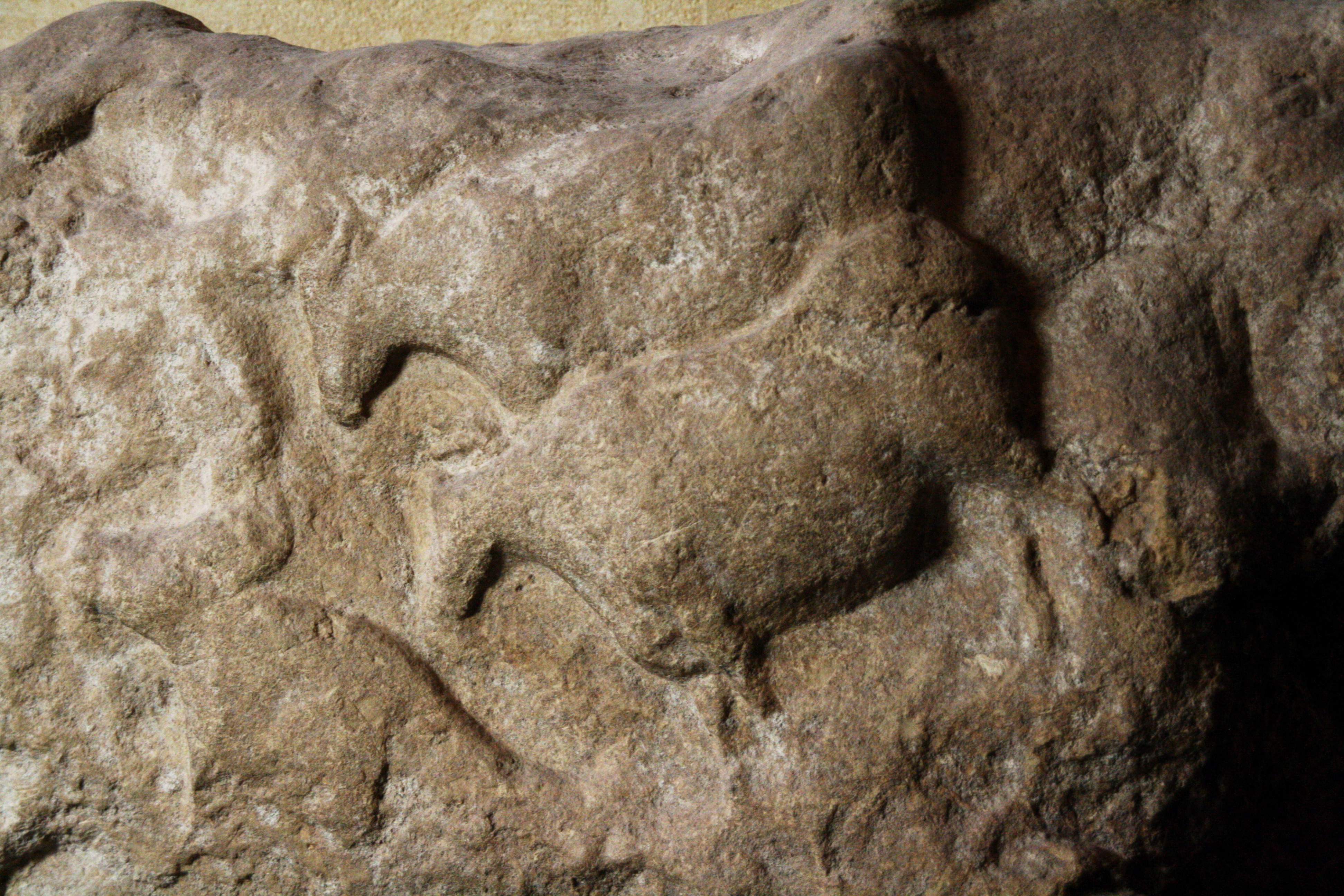
Auerochsen im Flachrelief am Fourneau du Diable

Die Fundstätte ist ein Beispiel für die bekannte Frankokantabrische Höhlenkunst aus der Zeit des Oberen Magdaléniens (Oberes Magdalénien VI), sie enthält darunter aber auch Oberes Solutréen, Gravettien bzw. Oberes Périgordien (Périgordien IV und Périgordien V). Das Obere Magdalénien ist auf recht dünne, den Abschluss bildende Lagen beschränkt. Die Fundstätte ist vor allem für das Solutréen von großer Bedeutung, dessen Werkzeuge (insbesondere Kerbspitzen des Typus A, des Mittelmeertypus und des Périgord-Schultertypus – teils auch zerbrochen) eine enorme Fertigungsqualität aufweisen. Tonscherbenfragmente verweisen aber auch auf eine viel jüngere, protohistorische bis rezente Nutzung des Fundplatzes.
Auf der oberen Terrasse befindet sich der Boden einer größeren Hütte, der von der Felswand und einer Anhäufung von Felsen begrenzt wird. Die obere Terrasse enthielt neben anderen bearbeiteten Felsblöcken den bekannten Auerochsen-Block. Daneben erschienen noch ein beritzter Graphitkiesel mit der Darstellung eines Vierbeiners, ein weiches Kalkfragment graviert mit Steinböcken und Hirschen und ein ockerfarbener Block, der von zahlreichen Gravuren überzogen war, darunter ein Wisent. Auf der oberen Terrasse wurden auch Farbstoffpigmente enthaltene Gesteinsfragmente angetroffen – recht häufig sind hierbei Hämatit, Manganoxid und Goethit.
Denis Peyrony konnte im Oberen Solutréen vier Niveaus unterscheiden, Denise de Sonneville-Bordes nahm jedoch eine Zweiteilung vor. Trotz einer relativen Einförmigkeit unterscheiden sich laut de Sonneville-Bordes die beiden Niveaus. So zeigen die untere Terrasse und der untere Abschnitt der oberen Terrasse einen erhöhten Schaberindex von 35 % sowie etwa 30 % an retuschierten Artefakten des Solutréens, in der Hauptsache Lorbbeerblattspitzen und Klingen. Kerb- und Weidenblattspitzen sind aber durchaus auch vertreten. Hingegen finden sich in den beiden oberen Lagen der oberen Terrasse nur noch 16 % an Schabern, dafür jedoch ein Anwachsen der von Kerbspitzen beherrschten Solutréenwerkzeuge auf 68 % (mit 1527 Kerbspitzen). Die Silexe waren vorzüglich bearbeitet worden. Sie wurden von sehr reichlichen Knochenfunden begleitet (darunter Pfeilspitzen, Messer, Locher, Glätter, Nadeln, abgefaste Werkzeuge, Werkzeuge zur Druckretuschierung, zahlreiche Stäbe (Kompressoren), ebenfalls zur Druckretuschierung, durchbohrte Knochen (Lochstäbe) und ein an seiner Basis tief eingeritzter Zahn eines Höhlenlöwen) sowie von reichem und vielfältigem Schmuck (Armreife und Perlen, zum Teil aus Mammutelfenbein). Auch beritzte Flusskiesel sind vorhanden, sowie Phallusse aus Geweihmaterial und mit parallel verlaufenden Ritzmarken versehene, halbrunde Stäbe. Bemerkenswert ist ein korkenzieherartiger Elfenbeinstöpsel, der als Wasserflaschenverschluss fungierte. Geweihe und Knochen wurden durch Zerbrechen vorgearbeitet.
Das dünn aufliegende Magdalénien VI hat nur wenige Funde geliefert, darunter Papageienschnabelstichel als Zeitmarker, Harpunenreste und Stäbe mit Doppelrillen.

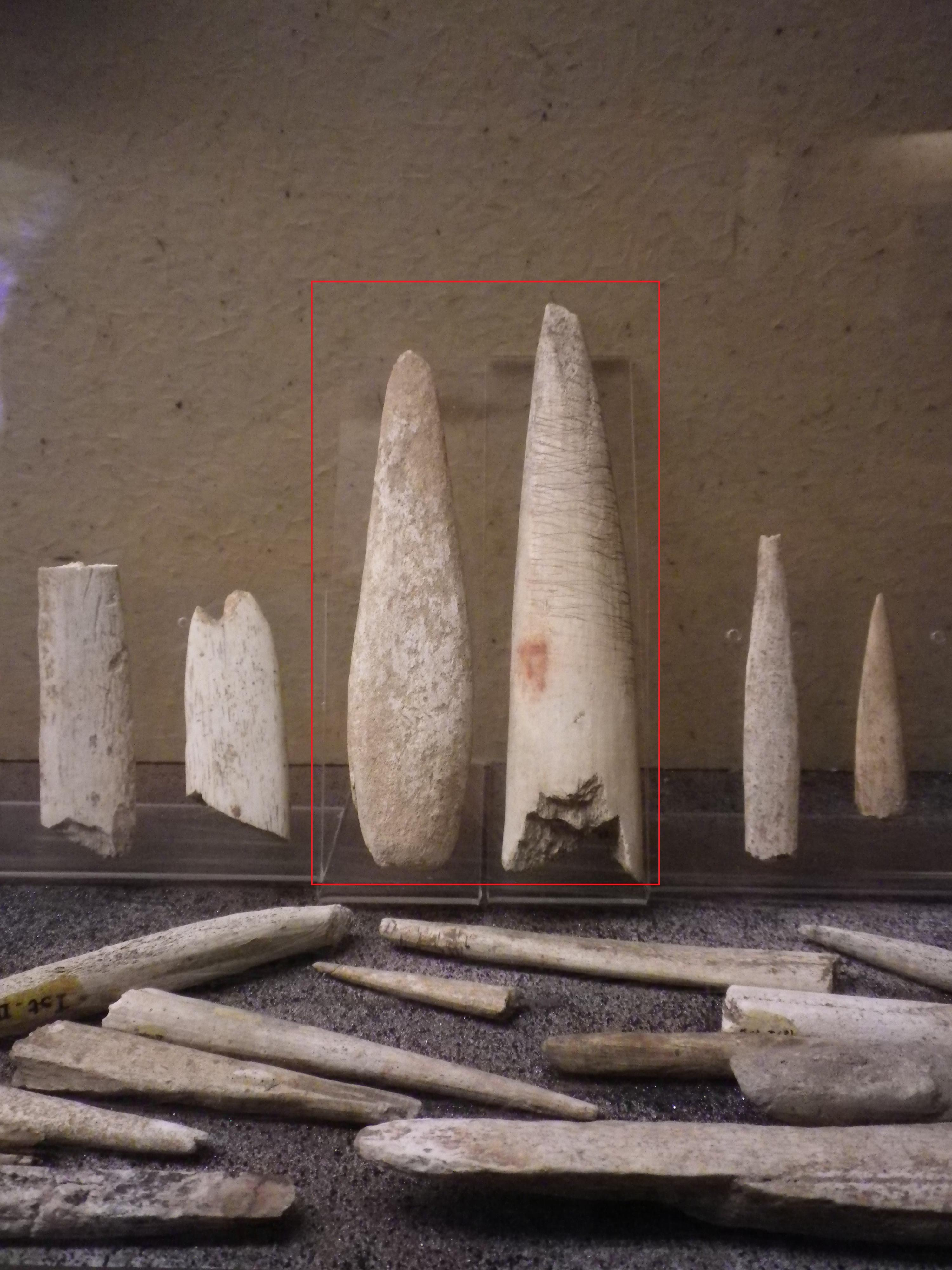
Zwei Isturitz-Spitzen, rot eingerahmt

In der unteren Terrasse fand sich Périgordien IV bzw. unteres Gravettien mit unterem und oberen Noaillien, etwas darunter auch noch Périgordien V bzw. mittleres Gravettien mit Noaillien und Rayssien. Insgesamt fanden sich hier 165, maximal 5 Zentimeter große Noailles-Stichel (darunter einspitzige Stichel, zweispitzige Stichel, zweispitzige Stichel mit gegenüberliegenden Spitzen auf derselben Seite, zweispitzige Stichel mit gegenüberliegenden, vertauschten Spitzen, dreispitzige Stichel mit zwei Spitzen an einem Ende und vierspitzige Stichel mit zwei Spitzen an jedem Ende) sowie Raysse-Stichel. Die beiden Niveaus des Périgordiens sind sich in ihren Artefakten sehr ähnlich und unterscheiden sich nur anhand der Noailles-Stichel. Sie enthalten Schaber, Stichel, Bohrer, Gravette-Spitzen, Mikrogravette-Spitzen, Rückenklingen sowie Schlagsteine aus Quarzit. Lorbeerblattspitzen treten auf, Kerbspitzen sind aber noch recht selten und schlecht gearbeitet. Die Fundstücke aus Knochenmaterial sind relativ arm, einige Isturitz-Spitzen, Wasserflaschenstöpsel, Glätter, Rippen und deren Reste. Die eingesetzten Rohmaterialien waren recht verschiedener Natur. Auch einige Keramikreste aus der Hallstattzeit konnten aufgefunden werden.
Generell bejagt wurden neben Wildpferd, Wildrind, Hirsch, Rehbock, Gemse, Feldhase, Fuchs, Wolf, Mammuth vor allem Rentiere (Rangifer tarandus). Nach den Rentierresten zu urteilen, dürfte die Fundstätte zu sämtlichen Jahreszeiten aufgesucht worden sein. Rentiere machen in sämtlichen Niveaus mit 70 bis 91 % das Gros der Knochenfunde aus. Es folgen die Knochenreste von Pferden (Equus caballus) mit 5 bis 20 %. Diese beiden Arten allein bilden somit 96 bis 99 % der bejagten Gesamtfauna. Andere Arten stellen weniger als 3 % der Fauna (mit Geweihträgern und Rinderartigen generell in der oberen Terrasse, Auerochsen und Wisenten in ihren mittleren Lagen und Saigaantilopen und Wölfen in ihren oberen Niveaus).

### Forschungsgeschichte
Die Fundstätte am Fourneau-du-Diable wurde erstmals im Jahr 1863 von dem Hobbyarchäologen Paul Hurault de Vibraye untersucht. Die ersten archäologischen Funde stammen aus den 1870er Jahren – de Vibray hatte Artefakten des Solutréens auf der oberen Terrasse entdeckt. Die ersten Grabungen erfolgten zwischen 1907 und 1909, vorgenommen von den Herren Fayolles und Féaux und Delugin und Didon. Die Forschungsarbeiten von Denis Peyrony zwischen 1919 und 1924 konnten Besiedlungshorizonte des Gravettiens, des Oberen Solutréens und des abschließenden Magdaléniens nachweisen. Der riesige Auerochsenblock wurde 1924 freigelegt, er stammt aus dem Oberen Solutréen und ist etwa 18.000 bis 20.000 Jahre (vor heute) alt. Spätere Forschungsarbeiten erfolgten 1960 von Denise de Sonneville-Bordes, von Raoul Daniel, der in den 1960ern die untere Terrasse untersuchte und neuerdings von Malvina Baumann und Kollegen (2015) und von Anaïs Vignoles und Kollegen (2019).

### Funde
Auf dem felsenübersäten Abhang liegen große Felsbrocken verstreut. Darunter der bereits angesprochene Auerochsenblock. Er misst einen halben Kubikmeter und wurde aufgrund des archäologischen Kontextes ins Solutréen gestellt. Auf einer der Seiten wurden Basreliefs eingearbeitet, die insgesamt 11 Tierfiguren zeigen. Mehrere Rinder, darunter drei Auerochsen, Pferde und Geweihträger. Die verschiedenen Orientationen der Skulpturen lassen darauf schließen, dass der Block im herausgebrochenen Zustand bearbeitet worden war – und nicht in der Felswand. Die unschwer zu erkennenden Auerochsen zeigen eine Übersteigerung ihrer Proportionen. Eine gewisse perspektivische Darstellung ergibt sich aus Reliefunterschieden der Gliedmaßen, aus einer Überlappung der Figuren und aus einer Betonung der Schnauzenpartie, die an die Stierdarstellungen in der Höhle von Lascaux erinnert. Ihre Datierung am Fourneau du Diable ins Solutréen hat letztendlich auch in die Datierung von Lascaux hereingespielt.
Einige menschliche Überreste aus dem Jungpaläolithikum kamen ebenfalls zum Vorschein, darunter Schlüsselbeine, Zähne und Rippenknochen. Es fanden sich auch zahlreiche Werkzeuge aus dem Gravettien, wie beispielsweise Stichel, Schaber, Klingen, Mikrolithen etc.

## Photogalerie

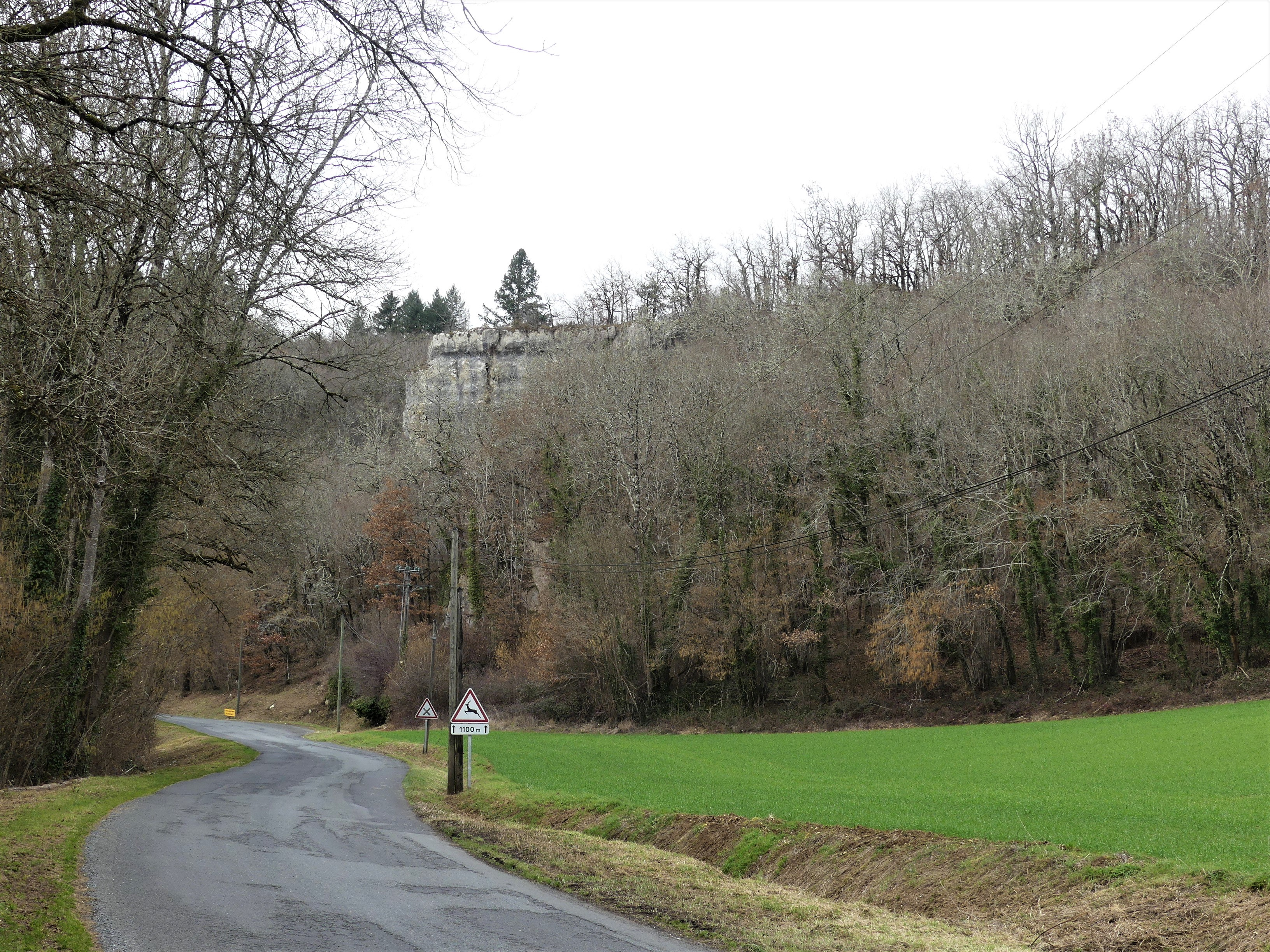
Fourneau du Diable aus südöstlicher Richtung, vorne die rißzeitliche Niederterrasse
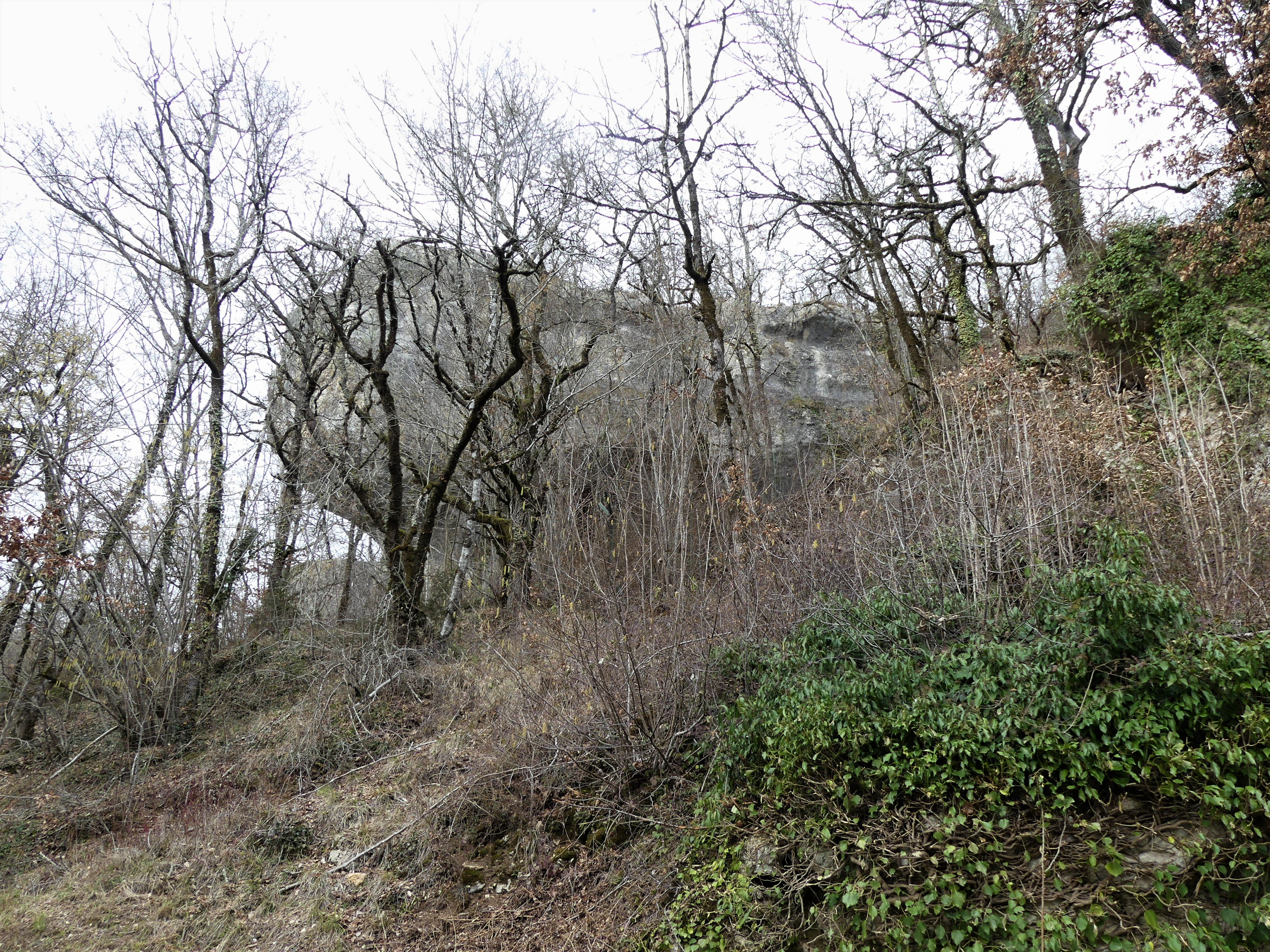
Fourneau du Diable aus südöstlicher Richtung, aus kürzerer Entfernung
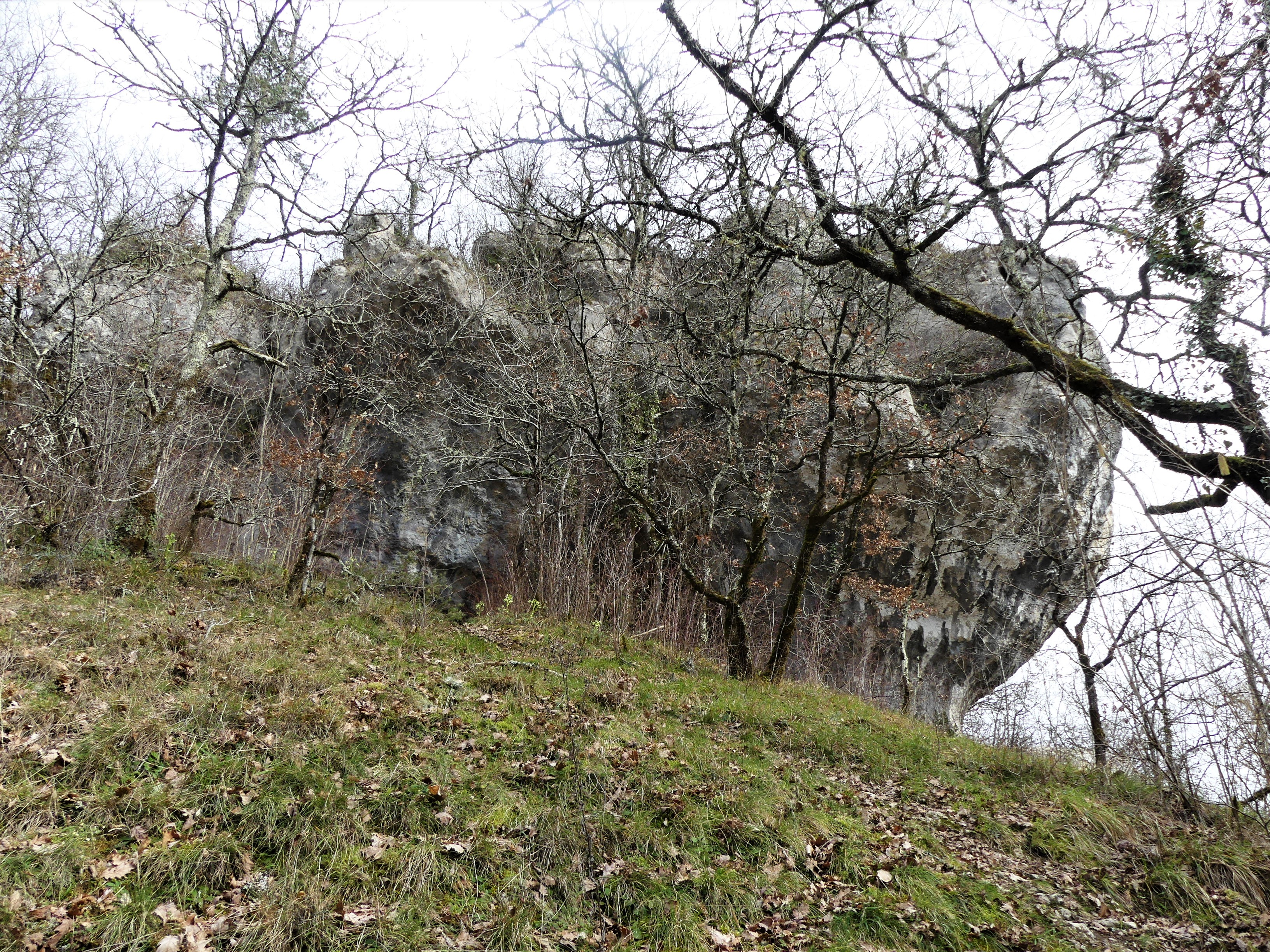
Fourneau du Diable von Westen
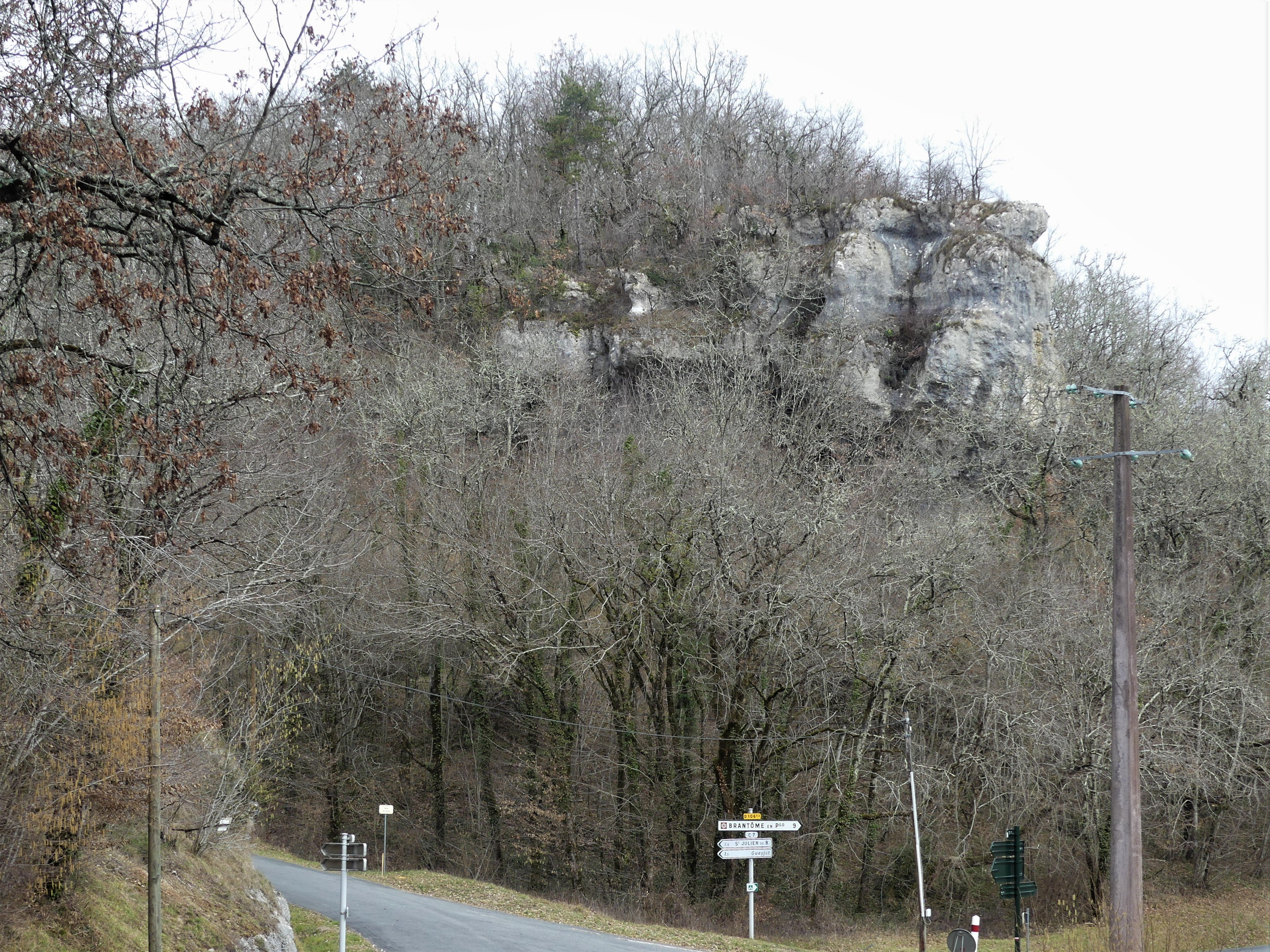
Fourneau vom Straßenabzweig im Südwesten. Gut erkennbar die beiden oberen Auskolkungen.
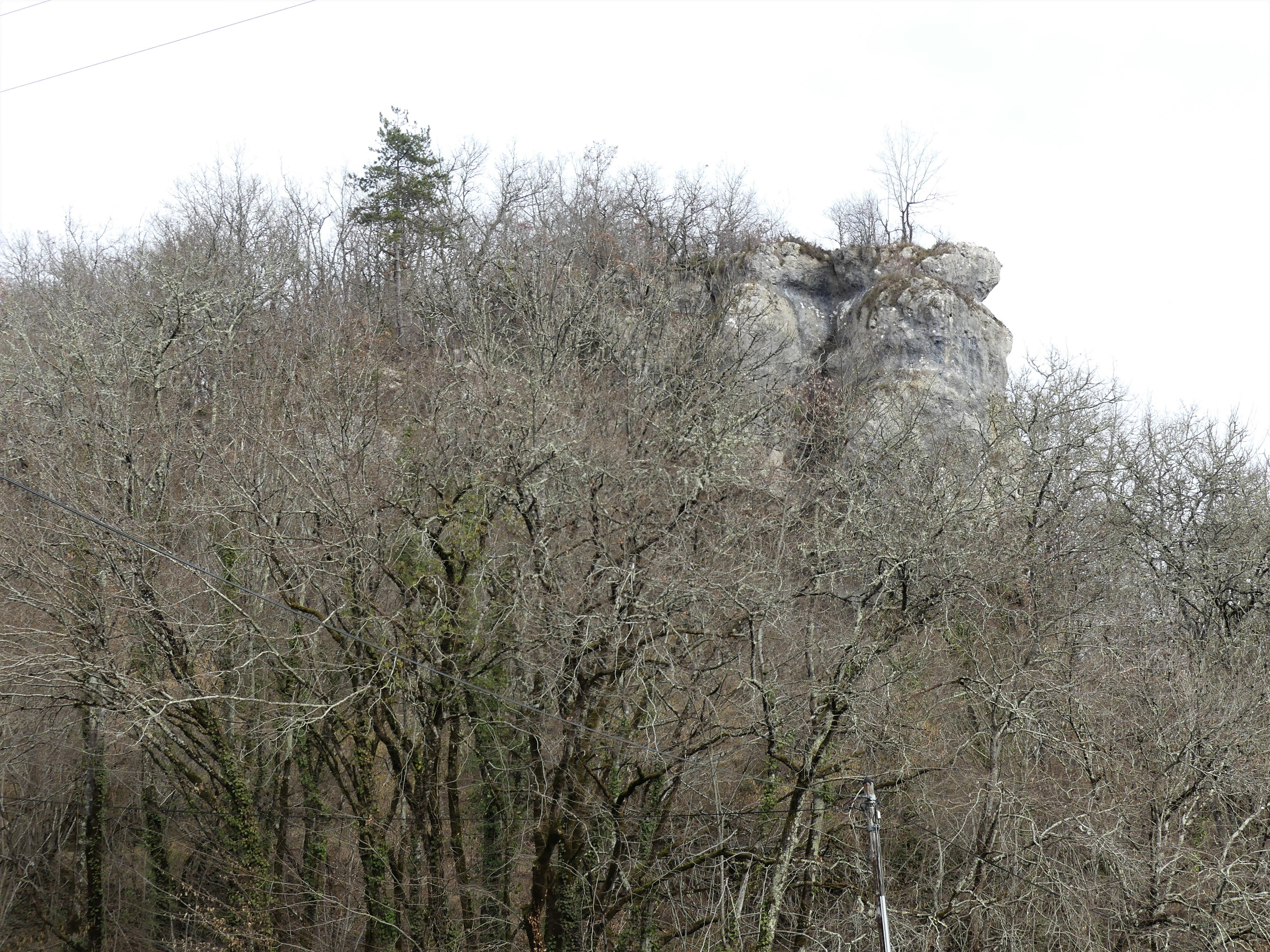
Fourneau du Diable aus Südwesten